# Halecania viridescens
Halecania viridescens är en lavart som beskrevs av Brian John Coppins & P. James. 
Halecania viridescens ingår i släktet Halecania och familjen Catillariaceae.  Arten är reproducerande i Sverige. Inga underarter finns listade i Catalogue of Life.